# Metopobactrus cavernicola
Metopobactrus cavernicola är en spindelart som beskrevs av Jörg Wunderlich 1992. Metopobactrus cavernicola ingår i släktet Metopobactrus och familjen täckvävarspindlar.
Artens utbredningsområde är Kanarieöarna. Inga underarter finns listade i Catalogue of Life.